# Cementerio de Saint-Josse-ten-Noode
El cementerio de Saint-Josse-ten-Noode es el cementerio de la comuna belga de Saint-Josse-ten-Noode, en la Región de Bruselas-Capital. Se encuentra ubicado en el municipio de Schaerbeek.

## Personalidades enterradas en el cementerio de Saint-Josse
- Charles de Groux (1825-1870)
- André Van Hasselt (1806-1874)
- Jean-Baptiste Madou (1796-1877)
- Caroline Gravière (1821-1878)
- Eugène Van Bemmel (1824-1880)
- Charles Rogier (1800-1885)
- Edouard Agneessens (1842-1885)
- Armand Steurs (1849-1899))
- François Binjé (1835-1900)
- Guillaume Charlier (1854-1925)
- George Garnir (1868-1939)
- Georges Pètre, (1874-assassiné en 1942)
- Franz Courtens (1854-1943)
- Guy Cudell (1916-1999)

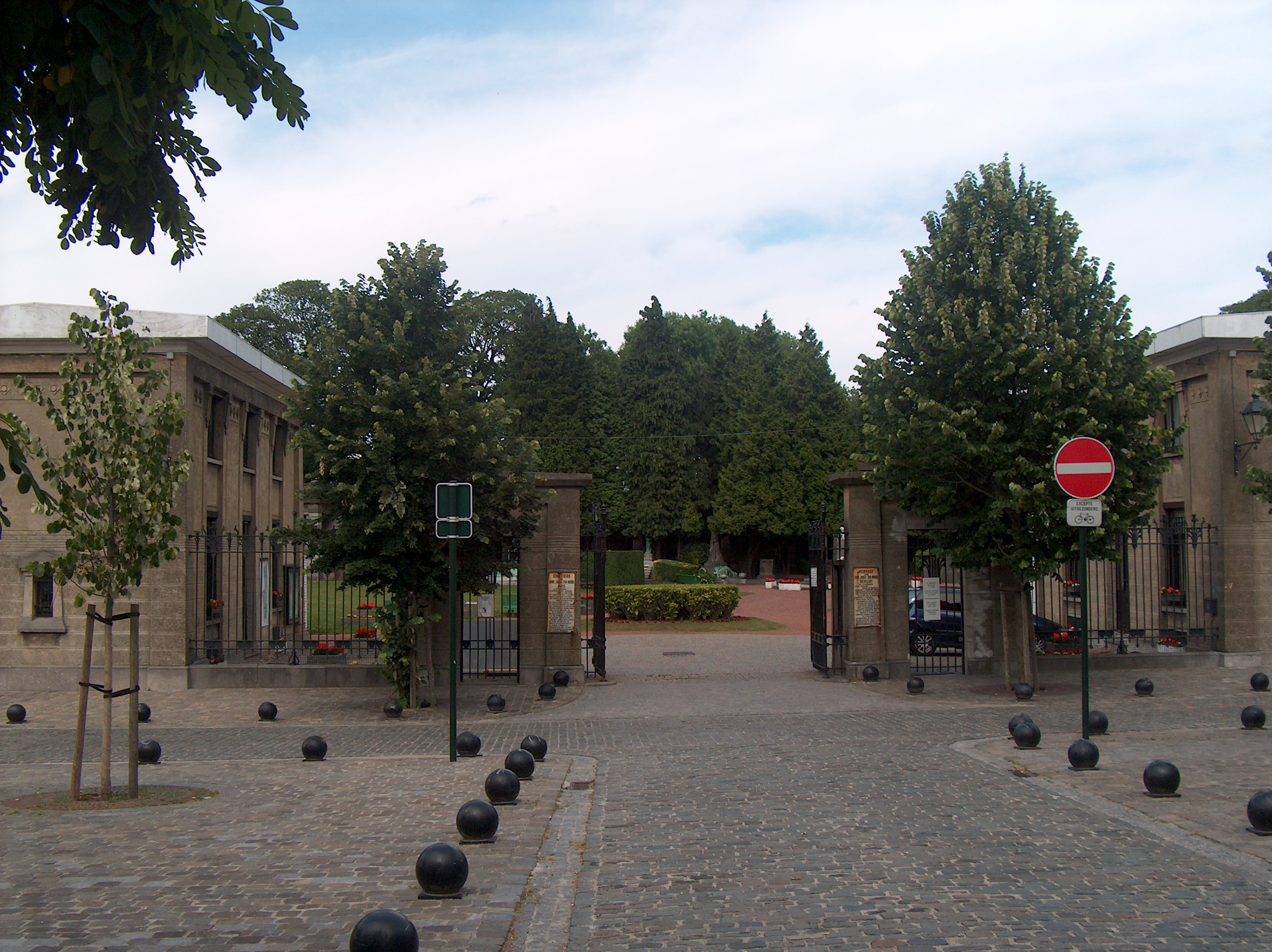
Cementerio de Saint-Josse-ten-Noode
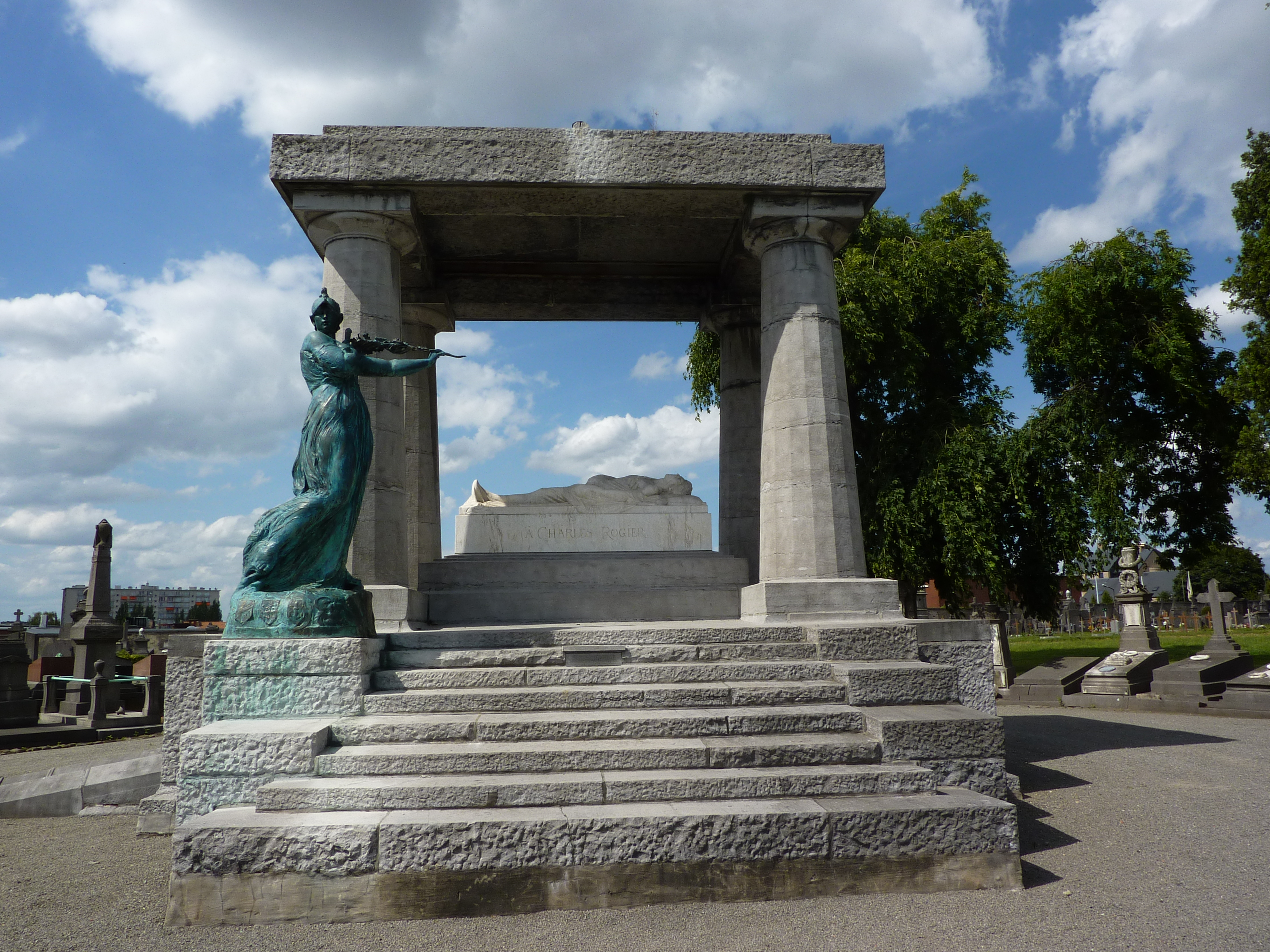
Mausoleo de Charles Rogier
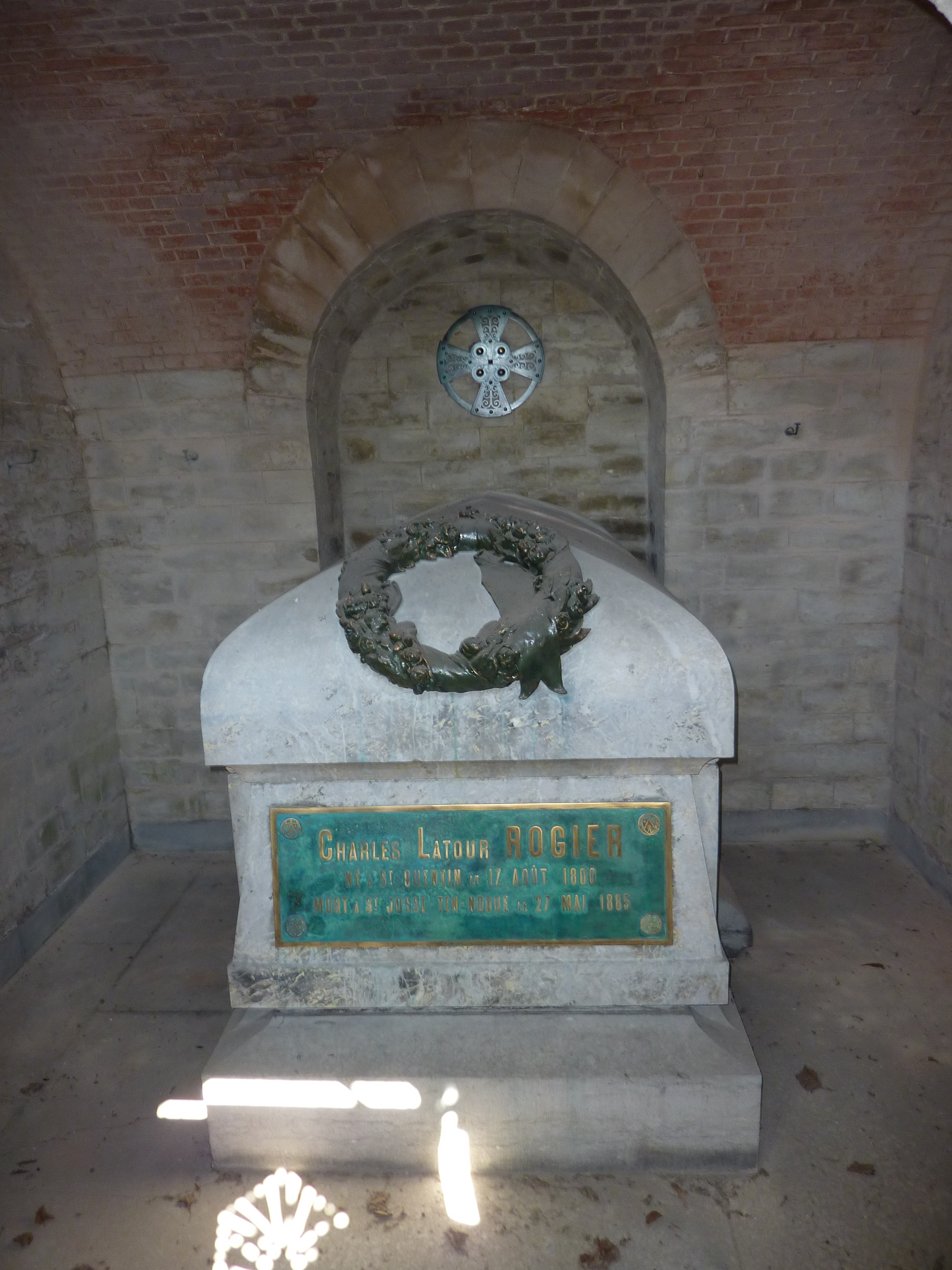
Cripta de Charles Rogier
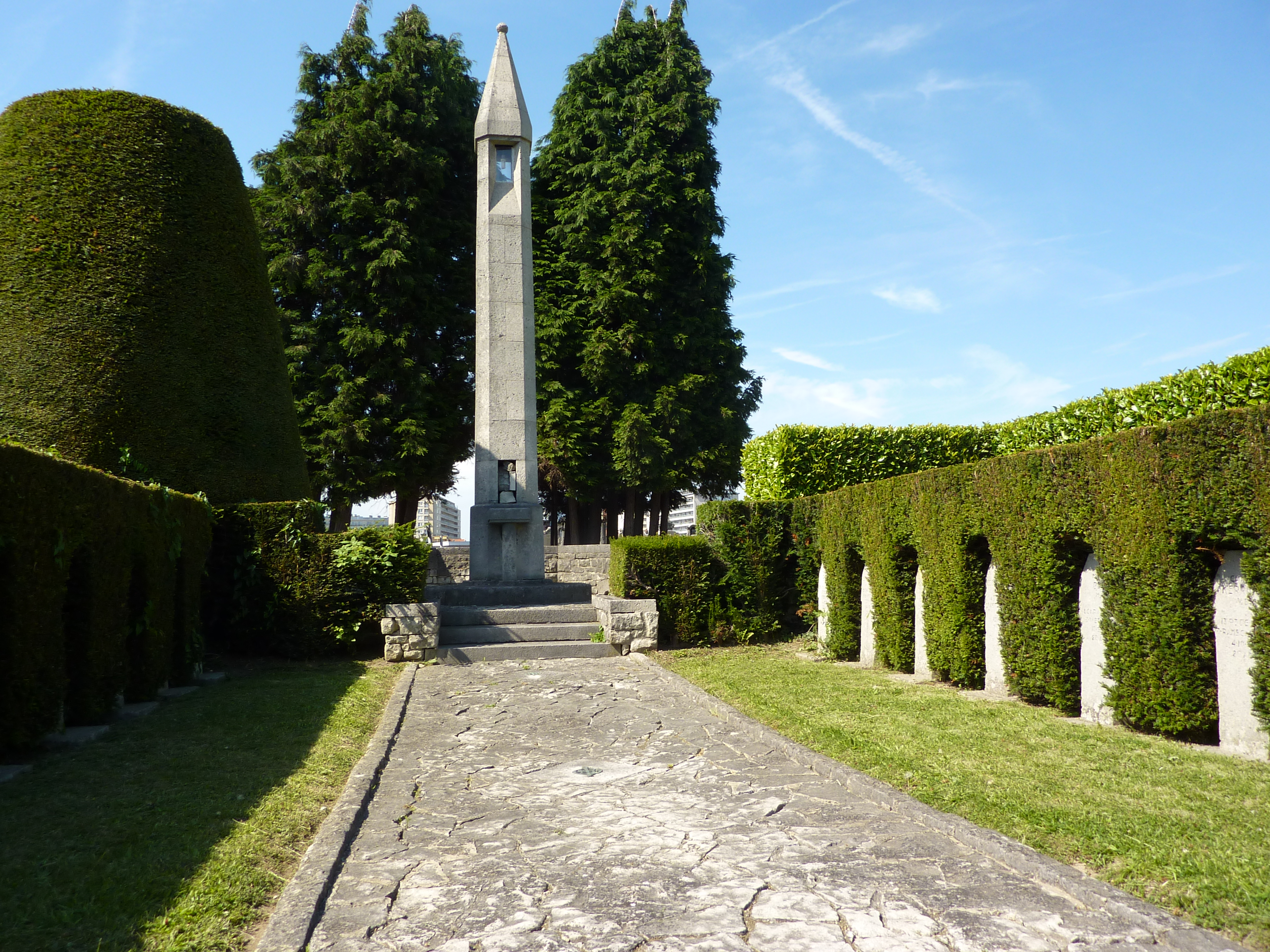
Tumbas 14-18